# Горобець чорногрудий
Горобе́ць чорногру́дий (Passer hispaniolensis або іспанський горобець) — вид птахів родини горобцевих. В Україні гніздовий, перелітний птах у Дунайсько-Дністровому межиріччі. Дуже близький до хатнього горобця, з яким може утворювати гібриди. Веде груповий спосіб життя — в гніздовий період утворює колонії, в інші пори року тримається зграями. Північні популяції чорногрудого горобця перелітні, південні — осілі.

## Опис

### Морфологічні ознаки

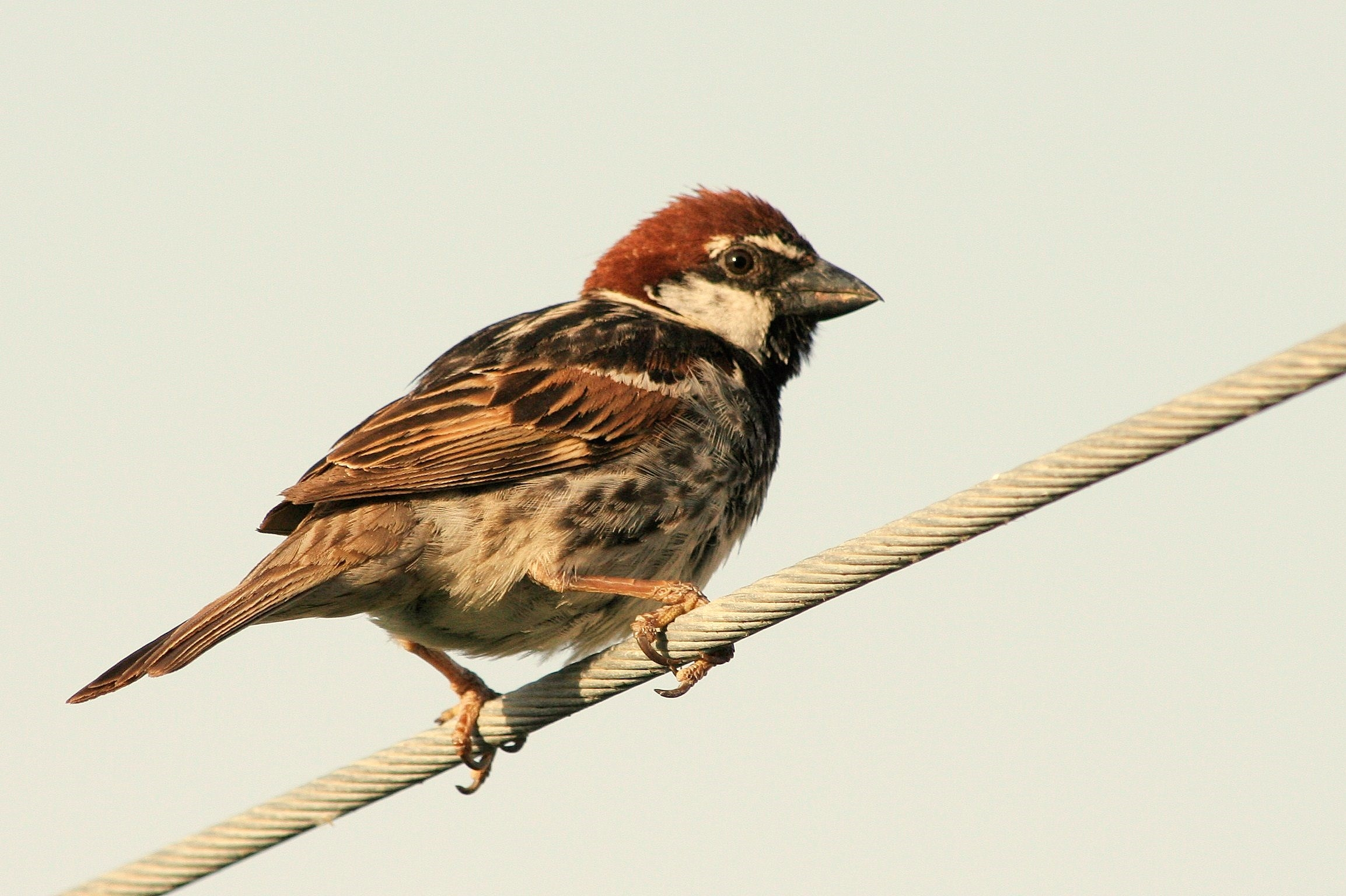
Самець

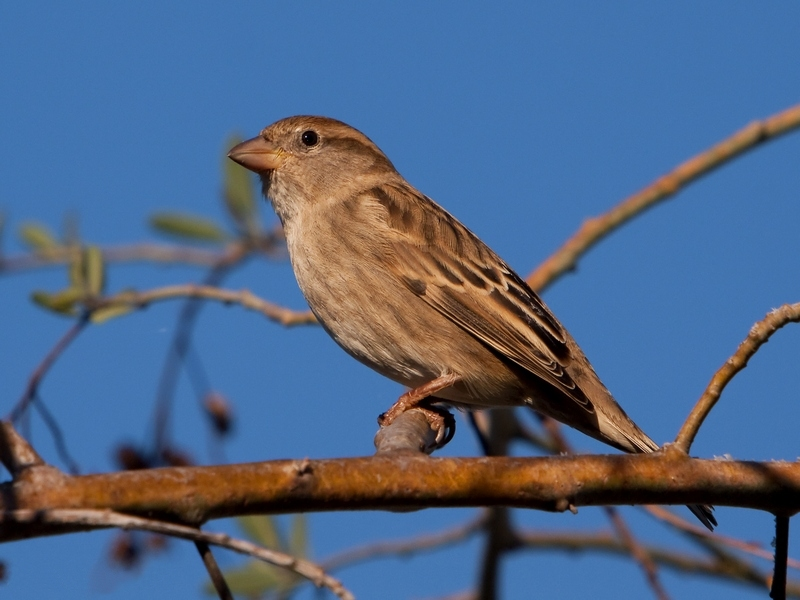
Самка

Дещо більший за хатнього горобця. Маса тіла близько 30 г, довжина тіла близько 15 см. Статевий диморфізм у забарвлення добре виражений. У дорослого самця в шлюбному вбранні верх голови і задня частина шиї каштанові; «брови» і щоки білі; спина, плечі, поперек, надхвістя і боки тулуба сірувато-бурі, з чорною строкатістю; вуздечка, горло і воло чорні; груди, черево і підхвістя світло-сірі; на каштанових покривних перах другорядних махових світла смуга; махові і стернові пера темно-бурі, зі світлою облямівкою; дзьоб чорний; ноги бурі; у позашлюбному вбранні каштанові і чорні пера зі світлою облямівкою; дзьоб темно-бурий, з жовтуватою основою. У дорослої самки вся голова, горло і воло сірувато-бурі; над оком світла «брова»; спина, плечі, боки тулуба і верхні покривні пера крил світло-бурі, з поздовжніми темними смугами; поперек і надхвістя однотонно сірувато-бурі; дзьоб бурий, основа світла; ноги світло-бурі. Молодий птах схожий на дорослу самку.
Дорослий самець чорногрудого горобця від дорослого самця хатнього горобця відрізняється каштановим верхом голови, білими щоками та чорними плямами на боках тулуба, від польового горобця — чорним волом і відсутністю чорних плям на щоках; від обох цих видів — темною строкатістю поперека і надхвістя; доросла самка і молодий птах від дорослої самки і молодого птаха хатнього горобця відрізнити складно.

### Звуки
Голос чорногрудого горобця нагадує цвірінькання хатнього горобця, але дещо голосніший та має вищу тональність. Пісня — голосне «цілілі — цілілі», поклик — жваве «цві — цві».

## Поширення та місця існування
Ареал чорногрудого горобця охоплює південну Європу, Північну Африку, Канарські острови, Близький Схід, Закавказзя і Середню Азію. На території України вид почав гніздитись з початку ХХІ ст. Гніздиться в Дунайсько-Дністровому межиріччі з тенденцією просування на північ.
Населяє культурний ландшафт — гаї, сади, тугайні зарості, околиці населених пунктів.

## Чисельність
Чисельність в Європі оцінено в 2,8-6,2 млн пар, чисельність стабільна. Найбільша кількість чорногрудих горобців — 1,5-3,0 млн пар гніздиться в Туреччині. В Україні розмір популяції оцінюють в 50-100 пар.. Чисельність у світі оцінюють в 17,1-74,4 млн особин.
Місцями має високу чисельність, особливо в Казахстані і Середній Азії, де завдає відчутної шкоди посівам зернових культур.

## Таксономія і систематика
Утворює два підвиди:
- Passer hispaniolensis hispaniolensis — гніздиться на Піренейському півострові, в Північній Африці, на деяких островах та на Балканах;
- Passer hispaniolensis transcaspicus — східний підвид, гніздовий ареал простягається від Анатолії і Кіпру, через Середню і Центральну Азію до західного Китаю.

У місцях спільного існування, особливо на півночі Африки, зустрічаються гібриди хатнього і чорногрудого горобців.

## Розмноження

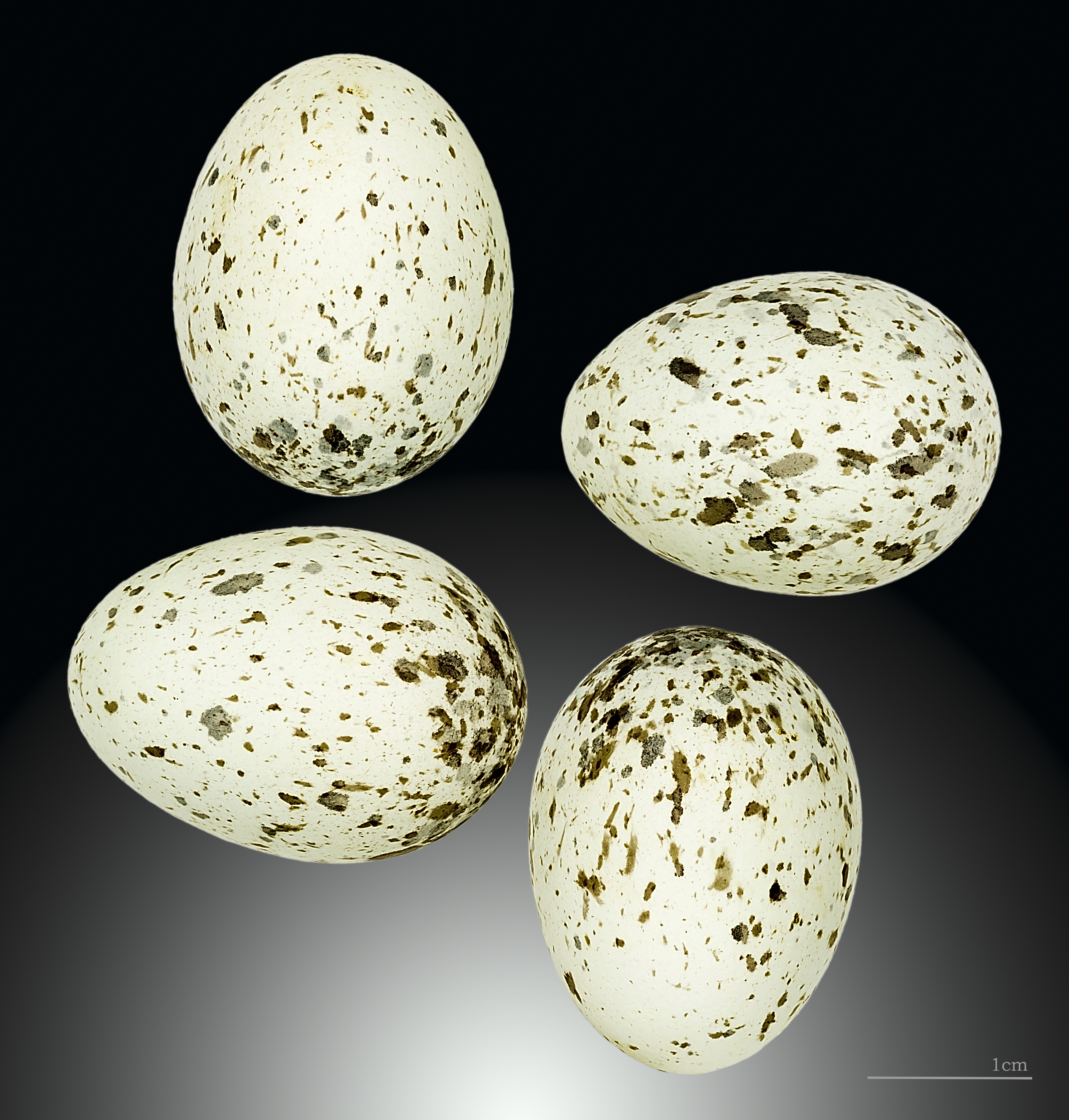
Яйця в оологічній колекції

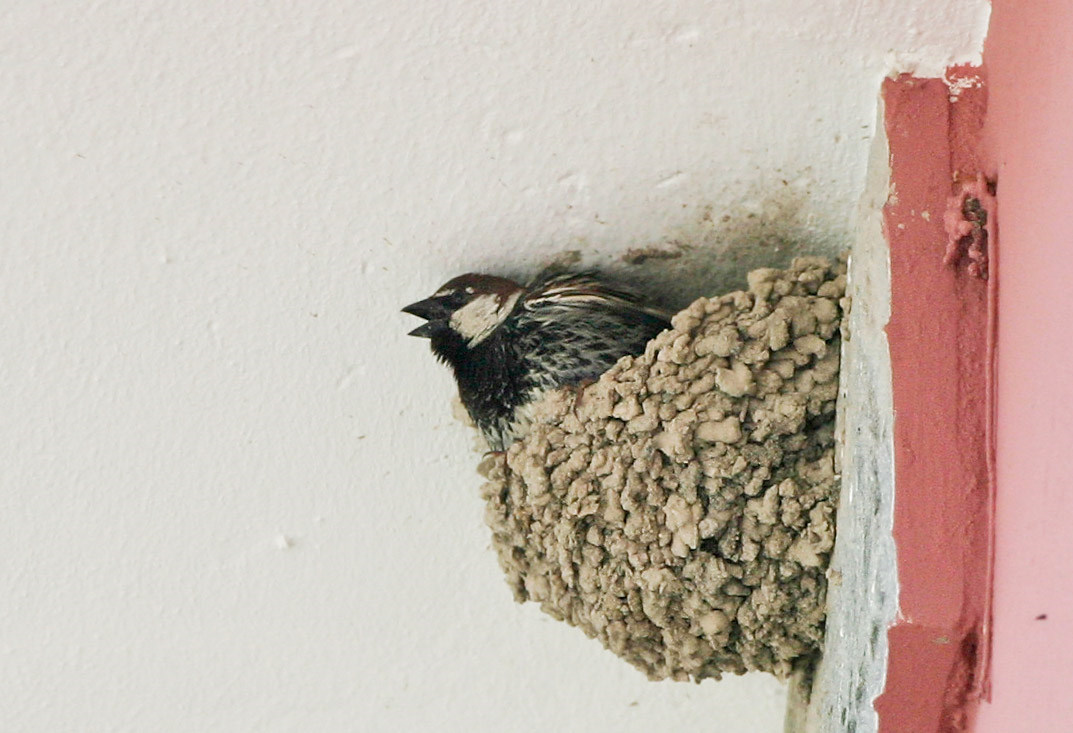
Самець у жилому гнізді (заселено гніздо ластівки)

Північні популяції чорногрудого горобця перелітні, південні — осілі. Гніздиться колоніями, які налічуються від десятка до декількох тисяч пар. Гнізда будує на деревах, що розташовані поза межами населених пунктів — в лісосмугах, у садах, рідше на деревах, що ростуть в містах і селах. На одному дереві іноді гнізда розташовуються в кілька ярусів, близько одне від іншого, у такому випадку часто виглядають як суцільна маса. Іноді чорногрудий горобець будує свої гнізда в жилих гніздах лелеки білого та біля гнізд воронових птахів. У колоніях з ним зафіксовано гніздування хатнього та польового горобця, а також шпака звичайного. Гнізда — неправильної кулястої форми, досить грубо і неохайно зроблені зі свіжоскошеного сіна, стебел і колосків культурних злаків і невеликої кількості пір'я, а іноді — виключно з соломи. Гніздо міцно прикріплено до гілок дерева. Лоток досить глибокий, вистелений кінським волосом, пір'ям і пухом.
До розмноження приступають пізно — будують гнізда зазвичай у травні. У кладці 4-8 яєць. Яйця чорногрудого горобця слабко варіюють за формою і забарвленням. Форма правильнояйцеподібна з добре вираженими тупим і гострим кінцями, лише зрідка трапляються яйця дещо витягнуті в довжину. Забарвлення основного тла блакитно-біле зі світло-сірими глибокими цятками і темно-сірими або буро-сірими поверхневими плямами. Насиджування 12 діб. Вигодовування пташенят триває близько двох тижнів.
Після вильоту з гнізд молоді птахи тримаються певний час з батьками, потім горобці об'єднуються у зграї, що досягають іноді дуже великих розмірів.

## Харчування
Раціон влітку складається переважно з дозріваючих зерен різних культурних злаків і плодів інших культурних рослин: пшениці, проса, ячменю, вівса, соняшника, городніх культур, вишні, тощо. Навесні до появи різних зерен культурних рослин і в період вигодовування пташенят вони вживають в їжу різних комах і черв'яків, яких збирають на паровому полі і траві.